# Asahel C. Beckwith
Asahel Collins Beckwith (* 29. November 1827 in Mentor, Lake County, Ohio; † 25. Januar 1896) war ein US-amerikanischer Politiker (Demokratische Partei), der zum Senator von Wyoming ernannt wurde, was der Senat aber nicht anerkannte.

## Biografie
Beckwith wurde in Mentor geboren, einer Stadt am Südufer des Eriesees in Ohio. 1859 heiratete er Sarah Elizabeth Russell (1838–1919), das Paar hatte zwei Kinder, eine Tochter und einen Sohn. Die Ehe wurde später geschieden, Sarah Elizabeth heiratete 1868 einen Jeb Fuller. Beckwith heiratete 1869 ebenfalls erneut, seine zweite Frau hieß Mary Rose (1839–1894). Auch mit ihr hatte er zwei Kinder, nämlich zwei Söhne.
Vor der Verabschiedung des 17. Zusatzartikels wurden die Senatoren von den Parlamenten der Staaten gewählt. 1893 hatten die Republikaner eine solide Mehrheit im Senat von Wyoming, während im Repräsentantenhaus eine Koalition aus Demokraten und Populisten eine knappe Mehrheit hatte. Dadurch konnte sich das Parlament nicht auf einen Nachfolger von Senator Francis E. Warren einigen, dessen Amtszeit am 4. März 1893 auslief. Gouverneur John E. Osborne ernannte Beckwith daraufhin zum Klasse-I-Senator. In Montana und Washington konnten die Parlamente sich ebenfalls nicht einigen. Der Gouverneur von Montana ernannte Lee Mantle, der von Washington ernannte John B. Allen, der schon von 1889 bis 1893 Senator gewesen war.
Die Verfassung der Vereinigten Staaten erlaubt Gouverneuren zwar die Ernennung temporärer Senatoren, dies war aber nur für den Fall vorgesehen, dass eine Vakanz stattfand, während das Parlament des Staates nicht tagte. Der Senat verweigerte Beckwith, Mantle und Allen daher die sofortige Bestätigung. Beckwith verzichtete am 11. Juli 1893 auf seinen Sitz, bevor der Senat im August seine Entscheidung gefällt hatte, die ernannten Senatoren nicht anzuerkennen. Ihre Sitze blieben vakant, bis die neu gewählten Staatsparlamente sich Anfang 1895 auf Senatoren einigen konnten. Den Klasse-I-Sitz von Wyoming nahm Clarence Don Clark ein, in Montana wurde Lee Mantle gewählt.
Nach dem Verzicht auf den Senatssitz ging Beckwith wieder seinen Geschäften nach. Er starb 1896 und wurde auf dem Evanston City Cemetery beigesetzt, wo auch seine zweite Frau begraben wurde.